# 桑德湾
48°28′N 89°00′W / 48.467°N 89.000°W
桑德湾（Thunder Bay）位于加拿大苏必利尔湖西端，长约50公里，宽约22公里。該海灣的名字由法国探险家命名。港口城市桑德贝就位于桑德湾。